# Weilandsiepen
Der Weilandsiepen ist ein 511 Meter langer Zufluss der Wupper im Staatsforst Burgholz im Wuppertaler Stadtteil Cronenberg.

## Lage und Beschreibung
Der Weilandsiepen entspringt in 218 m ü. NN am südwestlichen Hang des Neuenbergs im Cronenberger Ortsteil Küllenhahn westlich des Forsthauses Burgholz und des waldpädagogischen Zentrums an der Friedensstraße bei Herichhausen. Der Bach fließt in westlicher Richtung in einem bewaldeten Muldental in einem rund 1,2 Meter breiten Profil. Sein Bachtal trennt den Neuenberg von der Erhebung Kürken und ist Teil der naturräumlichen Einheit Burgholzberge (Ordnungsnummer 338.051).
Der Weilandsiepen wird auf seiner Fließstrecke von seltenen Nadelbaumarten begleitet, die zu dem Exotenwald im Arboretum Burgholz gehören. Rund 500 Meter nach der Quelle unterquert er verrohrt die Landesstraße 74 und mündet dann auf 125 m ü. NN in der Wupper.
Auf der DGK5 tragen das Gewässer und sein Bachtal im Gegensatz zur Bezeichnung des Wupperverbands den Namen Weilandssiepen (mit zwei s).